# Ministeriet for Hertugdømmerne Holsten og Lauenborg
Ministeriet for Hertugdømmerne Holsten og Lauenborg var et dansk ministerium, der i tidsrummet 1852-1864 tog sig af administrationen af disse provinser, Holsten og Lauenburg, inden for Helstaten.

## Historie
Da Preussen og Østrig i 1850 under Treårskrigen besatte Holsten militært, blev overtilsynet med civilforvaltningen overdraget til en regeringskommission, hvori en preussisk, en østrigsk og en dansk kommissær havde sæde. Sidstnævnte stilling blev fra februar 1851 besat af H.A. Reventlow-Criminil, som også virkede som kommissær i Lauenburg. Han blev den 27. januar 1852 udnævnt til minister for hertugdømmerne Holsten og Lauenburg, og da Helstaten blev omorganiseret ifølge kgl. kundgørelse af 28. januar 1852 blev det afgjort, at ministeriet skulle overtage de holsten-lauenburgske sager, der tidligere havde hørt under Det Slesvig-Holsten-Lauenborgske Kancelli og Rentekammeret samt Generaltoldkammer- og Kommercekollegiets sager vedrørende handels, industri-, havne- og karantænevæsen i Holsten og Lauenburg.
Ministeriet modtog desuden de sager angående Holsten og Lauenburg, som tidligere havde påhvilet Den Slesvig-Holstenske Provinsialregering. De sager, som angik de for hertugdømmerne Slesvig og Holsten fælles ikke-politiske institutioner – Universitetet i Kiel, Ridderskabet, Den Slesvig-Holstenske Kanal, brandforsikringsvæsenet, Straffeanstalten i Glückstadt, Døvstummeinstituttet og Dåreanstalten i Slesvig – skulle behandles kollegialt med Ministeriet for Slesvig.
Efter afslutningen af den preussisk-østrigske besættelse af Holsten i februar 1852 blev størstedelen af sagerne fortsat behandlet i Kiel af de departementer for den civile forvaltning, som var oprettet 2. februar 1851 af de tre regeringskommissærer. Kun sager, der krævede kgl. resolution, blev vurderet af en sekretær under ministerens tilsyn. De kielske departementer blev overført til København i sommeren 1852 (kgl. resolution 11. juni 1852) og indgik herefter i ministeriet, hvor sagerne fordeltes mellem fire departementer og et sekretariat (kgl. resolution 12. oktober 1852). Men grundet tvivl angående personalets evner og loyalitet var dette indtil februar 1854 kun konstitueret. 
Den 1. december 1862 oprettedes Den Kgl. Holstenske Regering som en melleminstans under Ministeriet for Holsten og Lauenborg. Alle sager vedrørende Holsten overgik til Den Holstenske Regering med undtagelse af forestillinger og beretninger til kongen med hertil hørende korrespondance, kollegial forhandling af sager vedr. de institutioner, der vedrørte ministerierne for Holsten og Slesvig i fællesskab, de holstenske stændersager samt holstenske embedsmænds rejsetilladelser. Disse sager og sagerne vedrørende Lauenburg blev dernæst behandlet af ministeriets sekretariat, der omdannedes til et departement, mens de øvrige departementer faldt bort. Den Holstenske Regering havde sæde i København, indtil den blev henlagt til Plön i foråret 1863.
Efter den for Danmark fatale udgang på den 2. slesvigske krig, blev ministeriets personale opsagt i oktober-november 1864. Den tidligere chef for sekretariatet, W.C.I.J. Moltke, varetog indtil december 1865 afviklingen af ministeriet, der henlagdes under Konseilspræsidiet, og var endvidere sagkyndig kommissær i Udenrigsministeriet ved udleveringen af arkivalier til Preussen iht. fredstraktaten af 30. oktober 1864 artikel XX. Hovedparten af ministeriets arkiv fulgte med Den Holstenske Regering til Plön i 1863. Sagerne angående Lauenburg og sekretariatets arkiv afleveredes til Preussen 1865-1867 og 1873-1874 med undtagelse af forestillingsprotokollerne og visse personalesager. Senere blev noget materiale afleveret til Rigsarkivet af W.C.I.J. Moltkes bo. Størstedelen af ministeriets og Den Holstenske Regerings arkiver findes nu i Landesarchiv Schleswig-Holstein i Slesvig by.

## Ministerliste
- 27. januar 1852 – 12. december 1854: Heinrich Anna von Reventlow-Criminil
- 12. december 1854 – 17. april 1857: Ludvig Nicolaus von Scheele
- 17. april 1857 – 13. maj 1857: Christian Carl Lundbye
- 13. maj 1857 – 2. december 1859: Iver Johan Unsgaard
- 2. december 1859 – 8. februar 1860: Carl Eduard Rotwitt
- 8. februar 1860 – 24. februar 1860: Regnar Westenholz
- 24. februar 1860 – 30. marts 1861: Harald Iver Andreas Raasløff
- 30. marts 1861 – 31. december 1863: Carl Christian Hall
- 31. december 1863 – 11. juli 1864: Ditlev Gothard Monrad
- 11. juli 1864 – 16. november 1864: Christian Albrecht Bluhme

## Departementschefer
Samtlige departementer blev i 1862 erstattet af et sekretariat.

### 1. departement
- 1852-1856: Ludwig Gustav Heinzelmann
- 1856-1859: Wilhelm Eduard Müllenhoff
- 1859-1862: Alfred Rosen

### 2. departement
- 1852-1856: Friedrich Gottlieb Eduard von Thaden
- 1856-1862: Hinrich August Springer

### 3. departement
- 1852-1854: Thomas Prehn
- 1855-1856: Hinrich August Springer
- 1856-1859: Theodor Schultze
- 1859-1862: Willibald Paul Emil Rumohr

### 4. departement
- 1852-1859: Gerhard Grothusen
- 1859-1862: Theodor Schultze